# Liescher Berg
Der Liescher Berg, auch Löschemer Berg oder Lieschem genannt, ist eine 352 m ü. NHN hohe Erhebung des Saargaues, der hier als nordöstlicher Ausläufer des Lothringer Stufenlandes fast bis an die Mündung der Saar in die Mosel reicht. Er fällt in nordöstlicher Richtung, teils über mehrere Terrassen, steil ins Mosel- und Saartal ab. In südwestlicher Richtung schließen sich die Höhenzüge des Saargaues an.
Der Liescher Berg trägt die zweite Hälfte des Ortsnamens der am nordöstlichen Berghang gelegenen rheinland-pfälzischen Gemeinde Wasserliesch. Unter Einheimischen hat sich der ältere Bergname "Löschem" bis heute erhalten. Sie nennen den Liescher Berg daher auch "Löschemer Berg". Auch die Wallfahrtskapelle auf dem Liescher Berg besitzt mit der Bezeichnung Löschemer Kapelle immer noch die frühere Namensform (s. weiter unten).
Auf dem Liescher Berg befindet sich ein Hochplateau, dessen südwestlicher Teil das überregional bekannte Naturschutzgebiet Perfeist trägt. Hier bietet so genannter Kalkmagerrasen die Voraussetzungen für das Gedeihen vieler selten gewordener Pflanzen- und Tierarten. Je nach Jahreszeit blühen u. a. die Gewöhnliche Kuhschelle, die Echte Schlüsselblume, viele Orchideenarten, wie Purpur-Knabenkraut, Ohnhorn, Bocks-Riemenzunge, Helm-Knabenkraut, die Kornelkirsche, der Thymian, die Herbstzeitlose und der Blaue Enzian.
Im Naturschutzgebiet befinden sich außerdem die Überreste eines ausgedehnten Militärlagers, das von den Römern im 3. Jahrhundert erbaut worden sein soll. Der Überlieferung nach war die Anlage später eine Niederlassung der Tempelherren. Der Volksmund nennt das Gebiet Klostergarten, was auf eine solche Nutzung hindeutet.
Am östlichen Ende des Hochplateaus steht an exponierter Stelle weithin sichtbar die Löschemer Kapelle. Als Marien-Wallfahrtskapelle wird sie von Gästen und einheimischen Pilgern viel besucht. Vor der Kapelle bietet sich eine großartige Aussicht auf das Moseltal und die umliegenden Gebirgszüge von Ardennen, Eifel und Hunsrück, auf den gegenüber liegenden Ort Igel, die Stadt Konz sowie über die Stadt Trier hinweg.
Geologisch ist der Liescher Berg im oberen Teil aus Schichten des Muschelkalks aufgebaut, während seine unteren Flanken aus roten siliziklastischen Gesteinen des oberen Buntsandsteins bestehen. Diese beiden Schichtenstapel (in der Geologie als Gruppen bezeichnet) sind auch am gegenüberliegenden Ufer und den Hängen oberhalb der Mosel deutlich zu sehen. Dort sind rote Buntsandsteinfelsen aufgrund der sogenannten Igeler Verwerfung, auch Igeler Bruch genannt, unmittelbar neben grau-weißen Kalksteinfelsen aufgeschlossen. Die Auswirkung der Verwerfung auf das Landschaftsbild lässt sich vom Aussichtspunkt an der Löschemer Kapelle am besten beobachten.